# Турци православци
Турци православци (грч. Ορθόδοξοι Τούρκοι, тур. Ortodoks Türkler) су мања скупина турског становништва настањена у источном делу грчке Македоније, на простору између Сера и Драме. За разлику од већине Турака, они су православне вероисповести. Центар ових Турака је место Зиљахово. Поред Зиљахова, они су живели у местима Доња Нушка, Горња Нушка, Газорос, Месорахи, Толос, Стара Зихна, Ресилово, Криводол и раније Карлуково. Почетком 20. века ова скупина је бројала око 4.000 људи, били су верници Цариградске патријаршије и имали грчке школе. Претпоставља се да су потомци старог турског становништва које су византијски цареви населили у Македонији из Мале Азије.